# Christmas (Florida)
Christmas ist  ein census-designated place (CDP) im Orange County im US-Bundesstaat Florida mit 2.439 Einwohnern (Stand: 2020).

## Geographie
Christmas liegt etwa 30 km östlich von Orlando. Der CDP wird von der Florida State Road 50 durchquert.

## Demographische Daten
Laut der Volkszählung 2010 verteilten sich die damaligen 1146 Einwohner auf 819 Haushalte. Die Bevölkerungsdichte lag bei 128,8 Einw./km². 95,7 % der Bevölkerung bezeichneten sich als Weiße, 1,0 % als Afroamerikaner, 0,3 % als Indianer und 0,3 % als Asian Americans. 1,1 % gaben die Angehörigkeit zu einer anderen Ethnie und 1,5 % zu mehreren Ethnien an. 5,8 % der Bevölkerung bestand aus Hispanics oder Latinos.
Im Jahr 2010 lebten in 34,8 % aller Haushalte Kinder unter 18 Jahren sowie 25,4 % aller Haushalte Personen mit mindestens 65 Jahren. 72,0 % der Haushalte waren Familienhaushalte (bestehend aus verheirateten Paaren mit oder ohne Nachkommen bzw. einem Elternteil mit Nachkomme). Die durchschnittliche Größe eines Haushalts lag bei 2,72 Personen und die durchschnittliche Familiengröße bei 2,99 Personen.
25,6 % der Bevölkerung waren jünger als 20 Jahre, 22,6 % waren 20 bis 39 Jahre alt, 33,6 % waren 40 bis 59 Jahre alt und 18,2 % waren mindestens 60 Jahre alt. Das mittlere Alter betrug 41 Jahre. 53,1 % der Bevölkerung waren männlich und 46,9 % weiblich.
Das durchschnittliche Jahreseinkommen lag bei 49.241 $, dabei lebten 17,5 % der Bevölkerung unter der Armutsgrenze.
Im Jahr 2000 war Englisch die Muttersprache von 100 % der Bevölkerung.